# پوره گوجه‌فرنگی

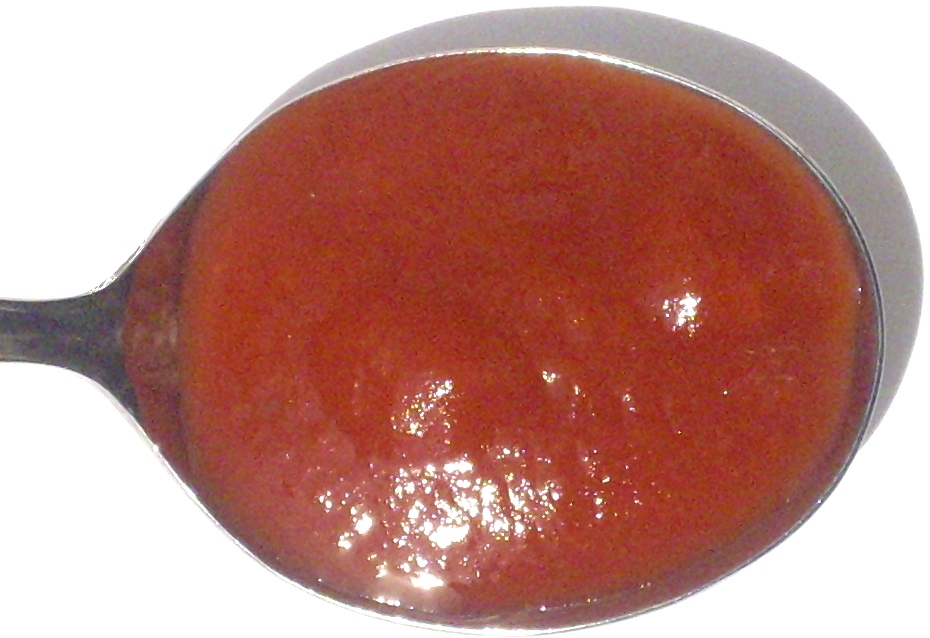
پوره گوجه فرنگی

پوره گوجه‌فرنگی نوعی مادهٔ غذایی آبکی است که در آشپزی در آن استفاده می‌شود. برای درست کردن پوره، گوجه‌فرنگی به‌طور کامل به صورت خام یا بعد از حرارت دادن صاف شده و پس از آنکه به صورت آبمیوه مانند درآمد کنسانتره (غلیظ) می‌شود. در هنگام کنسانتره کردن هر چه میزان نمک کمتری بکار رود، از نظر جنس مرغوب تر محسوب می‌شود. در نوع بازاری آن در هنگام کنسانتره کردن به‌طور کامل هوای داخل پوره گرفته می‌شود. به علت اینکه در پوره بو و طعم اصلی گوجه‌فرنگی از بین نمی‌رود در سس گوجه‌فرنگی، سس بلونزه، خورشت و انواع خوراک‌های دیگر با طعم گوجه فرنگی بکار می‌رود. همچنین در رب گوجه فرنگی و کچاپ نیز به عنوان ماده اولیه استفاده می‌شود.